# Conservatoire d'art dramatique de Québec
Le Conservatoire d'art dramatique de Québec est une école de théâtre située à Québec et subventionnée par le ministère de l'Éducation du Québec. Il est né en 1958 grâce à la collaboration de Jean Valcourt. — Il succède au Conservatoire d'art dramatique Francis-Synval, une école d’art dramatique (et troupe), qui y avait été fondée en 1948, dirigé par les demoiselles Claude Francis et Sybil Synval (ou Sinval) de la Comédie-Française. Il fait partie du réseau du Conservatoire de musique et d'art dramatique du Québec.

## Localisation
Le Conservatoire est situé au 31, rue du Mont-Carmel, dans le quartier du Vieux-Québec, en haute-ville. Le théâtre du Conservatoire est pour sa part situé tout près, au 13 rue Saint-Stanislas. La bibliothèque du Conservatoire est au 270, rue Jacques-Parizeau, et les ateliers du Conservatoire sont situés au 461, rue Richelieu.

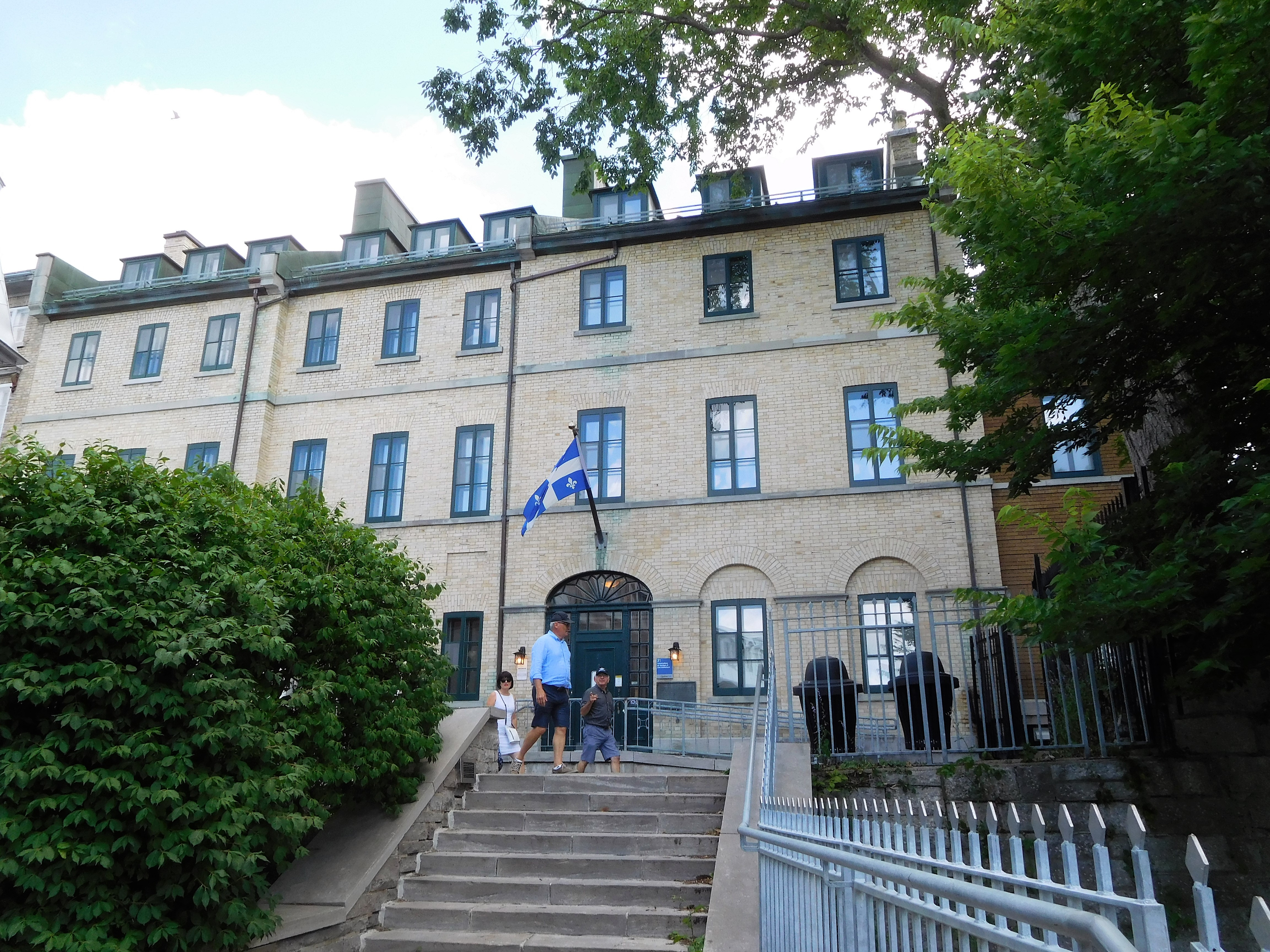
31, rue Mont-Carmel.
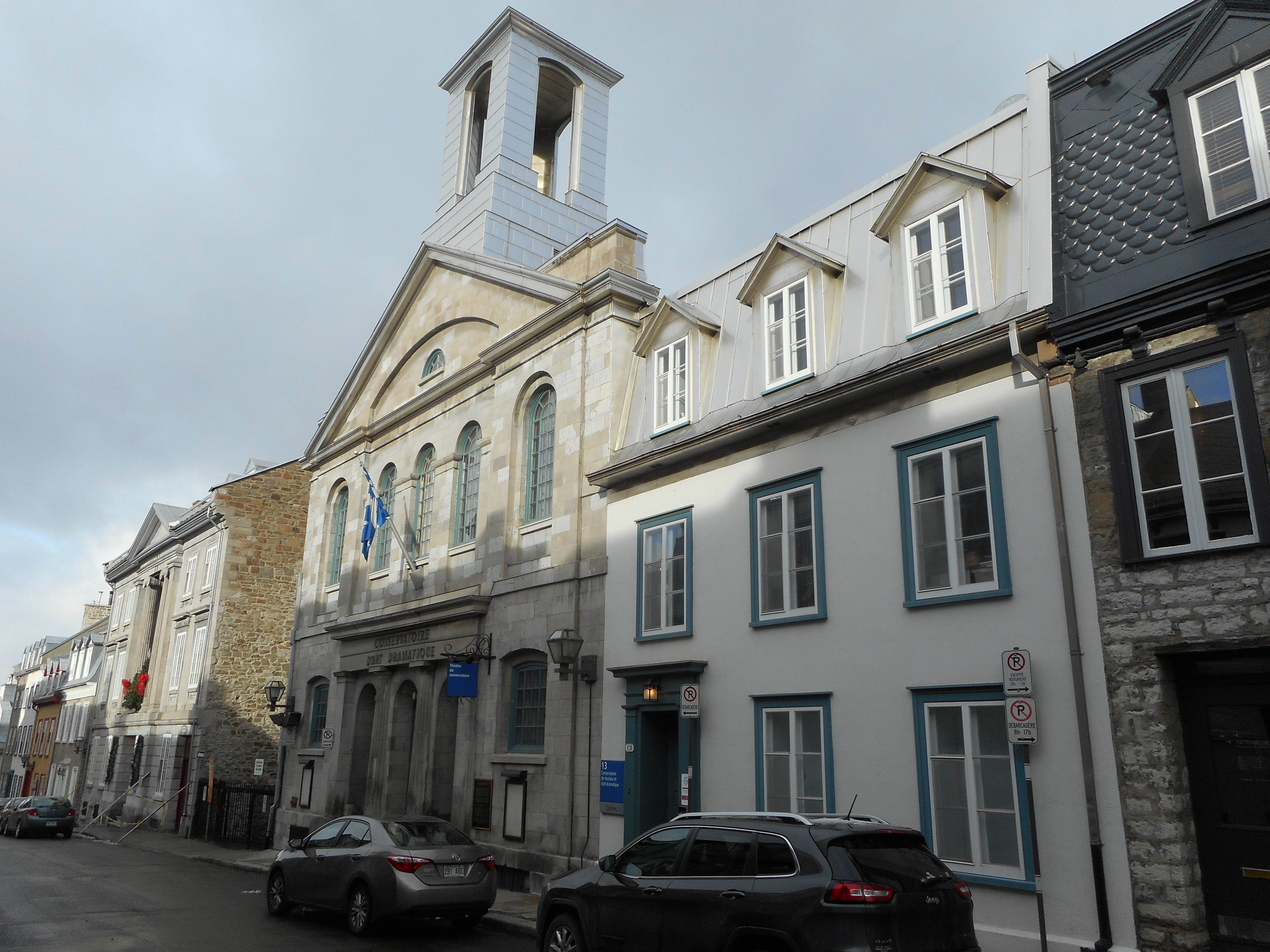
13, rue Saint-Stanislas.

## Directeurs
- 1958 - 1969 : Jean Valcourt (fondateur)
- 1969 - 1971 : Jean Guy (par intérim jusqu'en 1970)
- 1971 - 1972 : Paul Bussières
- 1972 - 1978 : Jean Guy
- 1978 - 1988 : Marc Doré
- 1988 - 1989 : Jacques Lessard (par intérim)
- 1989 - 1996 : Jean Guy
- 1996 - 2004 : Michel Nadeau
- 2004 - 2015 : André Jean
  - août à octobre 2009 : Michel Nadeau (par intérim)
  - septembre à décembre 2010 : Michel Nadeau (par intérim)
- 2015 - 2016 : Michel Nadeau (par intérim)
- 2016 - 2021 : Jacques Leblanc
- 2021- 2024 : Jean-Sébastien Ouellet
- 2024 -  : Jonathan Gagnon

- Yves Amyot
- Marie-Josée Bastien
- Robert Bellefeuille
- Denis Bernard
- Micheline Bernard
- Denis Bernard
- Céline Bonnier
- Lise Castonguay
- Normand Chouinard
- Raymond Cloutier
- Lorraine Côté
- Normand Daneau
- Catherine Dorion
- Hélène Florent
- Marie-Thérèse Fortin
- Marie Gignac
- Rémy Girard
- Jean-Michel Girouard
- Benoit Gouin
- Marie-Ginette Guay
- Germain Houde
- Marie Laberge
- Michel-Maxime Legault
- Pierre-François Legendre
- Jacques Leblanc
- Robert Lepage
- Marie-Christine Lê-Huu
- André Ricard
- Jack Robitaille
- Pierrette Robitaille
- Francine Ruel
- Érika Soucy
- Guylaine Tremblay
- Hugues Frenette